# 7300 Yoshisada
7300 Yoshisada este o planetă minoră (asteroid), cu un diametru de 6,612 km, din centura de asteroizi. A fost descoperită pe 26 decembrie 1992 la Nihondaira Observatory⁠(d) de Takeshi Urata și a fost numită după Yoshisada Shimizu⁠(d). 
Obiectul prezintă o orbită caracterizată de o semiaxă mare de 2,7349011 UAi, o excentricitate de 0,14, o înclinație de 11,80217 ° în raport cu ecliptica.